# Nymphargus anomalus
Nymphargus anomalus är en groddjursart som först beskrevs av Lynch och William Edward Duellman 1973.  Nymphargus anomalus ingår i släktet Nymphargus och familjen glasgrodor. IUCN kategoriserar arten globalt som akut hotad. Inga underarter finns listade i Catalogue of Life.